# Lake Mead

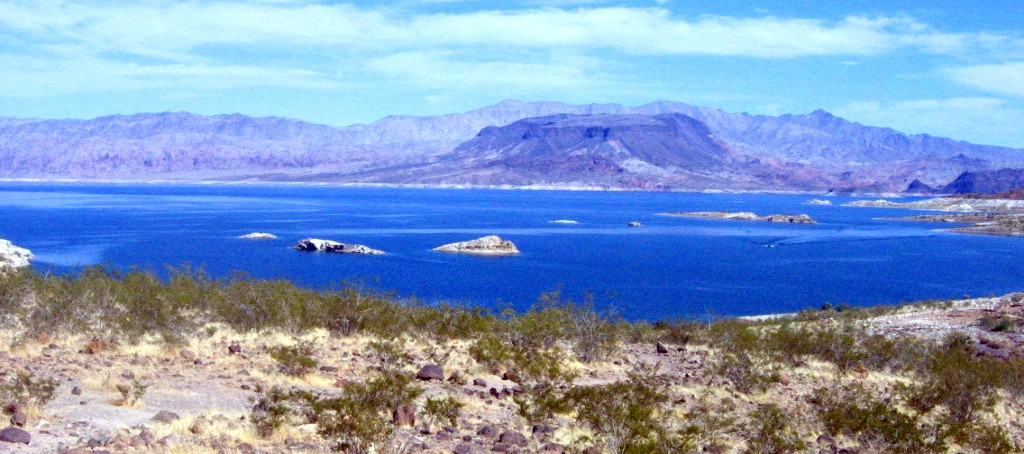
Lake Mead

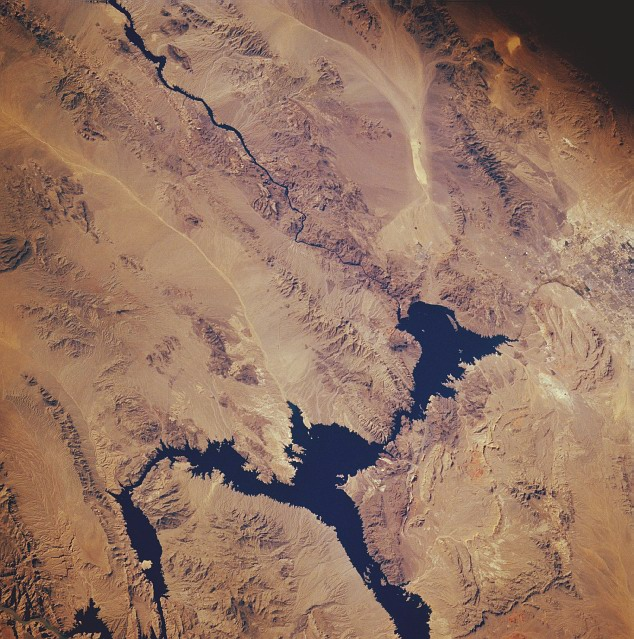
Lake Mead från ovan.

Lake Mead är en konstgjord sjö i Coloradofloden skapad genom byggandet av Hooverdammen mellan Nevada och Arizona. Sjön, namngiven efter ingenjören Elwood Mead, är den största konstgjorda reservoaren i USA, med en yta på 640 km².
Förutom att tjäna som vattenmagasin till kraftverken nedströms Hooverdammen så tjänar sjön som vattenleverantör till flera samhällen i södra Kalifornien och Nevada. Sjön är också ett känt lokalt turistmål, på dagstursavstånd från Las Vegas.